# El Bagawat
O El Bagawat (em árabe: البجوات ou Os Pêssegos), é um antigo cemitério cristão, um das mais antigos do mundo, que funcionava no Oásis de Kharga, no centro-sul do Egito, entre o século III e VII. É um dos primeiros e mais bem preservados cemitérios Cristãos do mundo antigo.

## Local
A necrópole de El Bagawat está localizada no Deserto da Líbia, no Oásis de Kharga. Este é um dos maiores oásis no Egito, e está 34 m abaixo do nível do mar.

## História
O cemitério El Bagawat é considerado pré-histórico, e é um dos mais antigos cemitérios Cristãos no Egito. Antes do Cristianismo ser introduzido no Egito, era um cemitério usado pelos não-Cristãos e, anos mais tarde pelos Cristãos. Acredita-se que as capelas pertençam a ambas as épocas. Afrescos Copta, do período entre os séculos III e  VII, são encontradas nas paredes. Há 263 capelas funerárias, sendo que a Capela de Êxodo (século V ou VI) e a Capela de Paz (de meados do século IV) possuem afrescos. A palavra "Gabbat" é a pronúncia da palavra "Qabawat" pelo povo do vale. É um sinal de que todas as sepulturas são encimadas por cúpulas.

## Características
O cemitério El Bagawat tem um grande número de túmulos em forma de cúpulas de capelas. Elas foram construídas com tijolos de barro. Os túmulos têm gravuras de histórias bíblicas, e também de Santos e da "personificações das virtudes".
Na Capela de Êxodo, há a representação do martírio de Isaías, e também de Tecla posta com as mãos levantadas, ensopadas pela chuva, na frente do fogo. Na Capela da Paz, as ilustrações são de Tecla e Paulo.
Há pinturas no cemitério que mostram a arca de Noé, na forma de um "barco egípcio". Igualmente notáveis são as representações, esculpidas, do Velho Testamento, de escrituras, inclusive Adão e Eva, Daniel na cova dos leões, o sacrifício de Abraão, Jonas engolido por um peixe.

## Escavações
Em fevereiro de 1908, uma expedição Egípcia do Museu Metropolitano de Nova York iniciou a investigação do sítio. Os trabalhos foram dirigidos pelo curador Albert Lythgoe, ajudado por Arthur M. Jones e o egiptólogo Herbert E. Winlock.

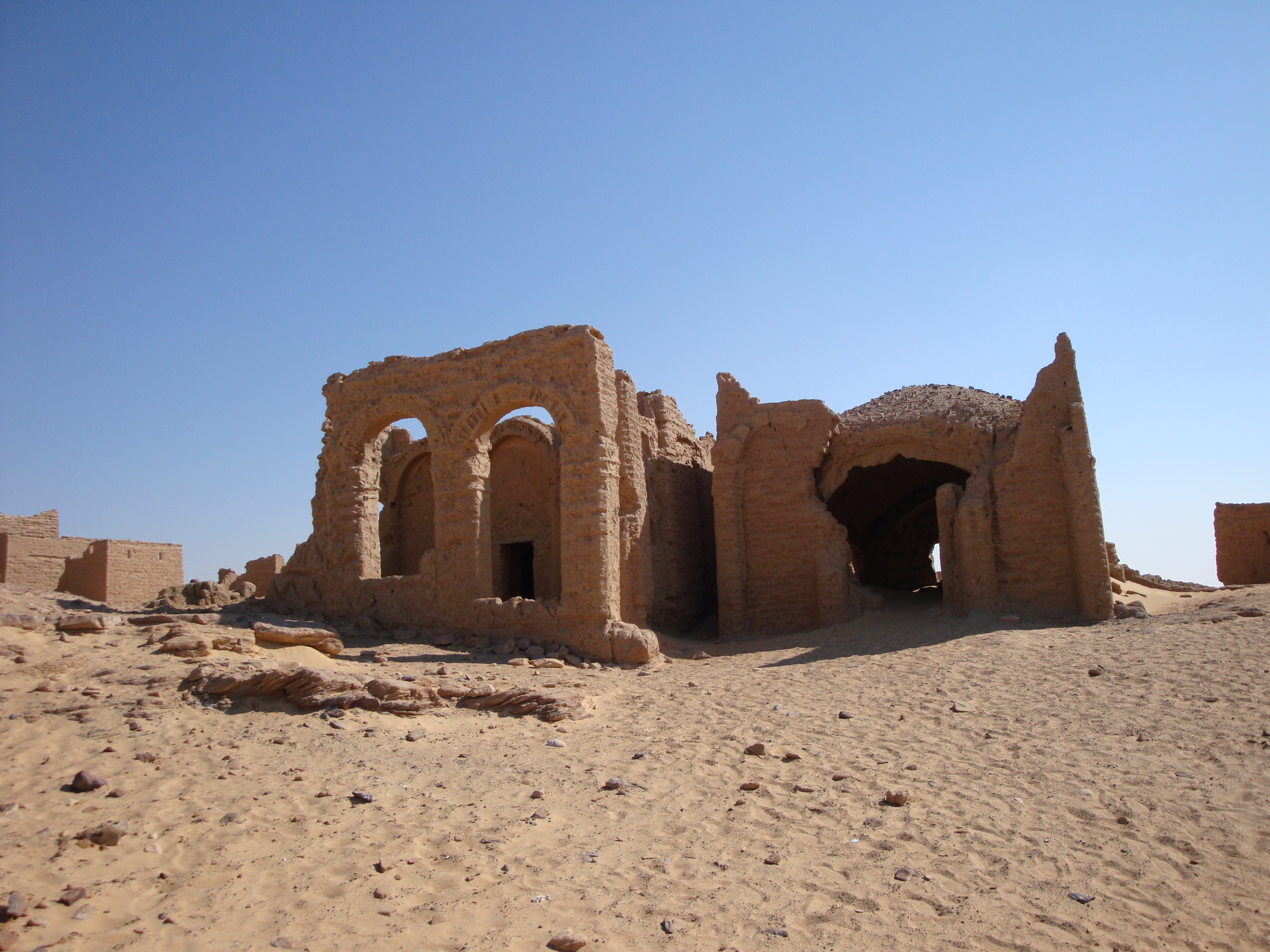
Detalhe da vista exterior
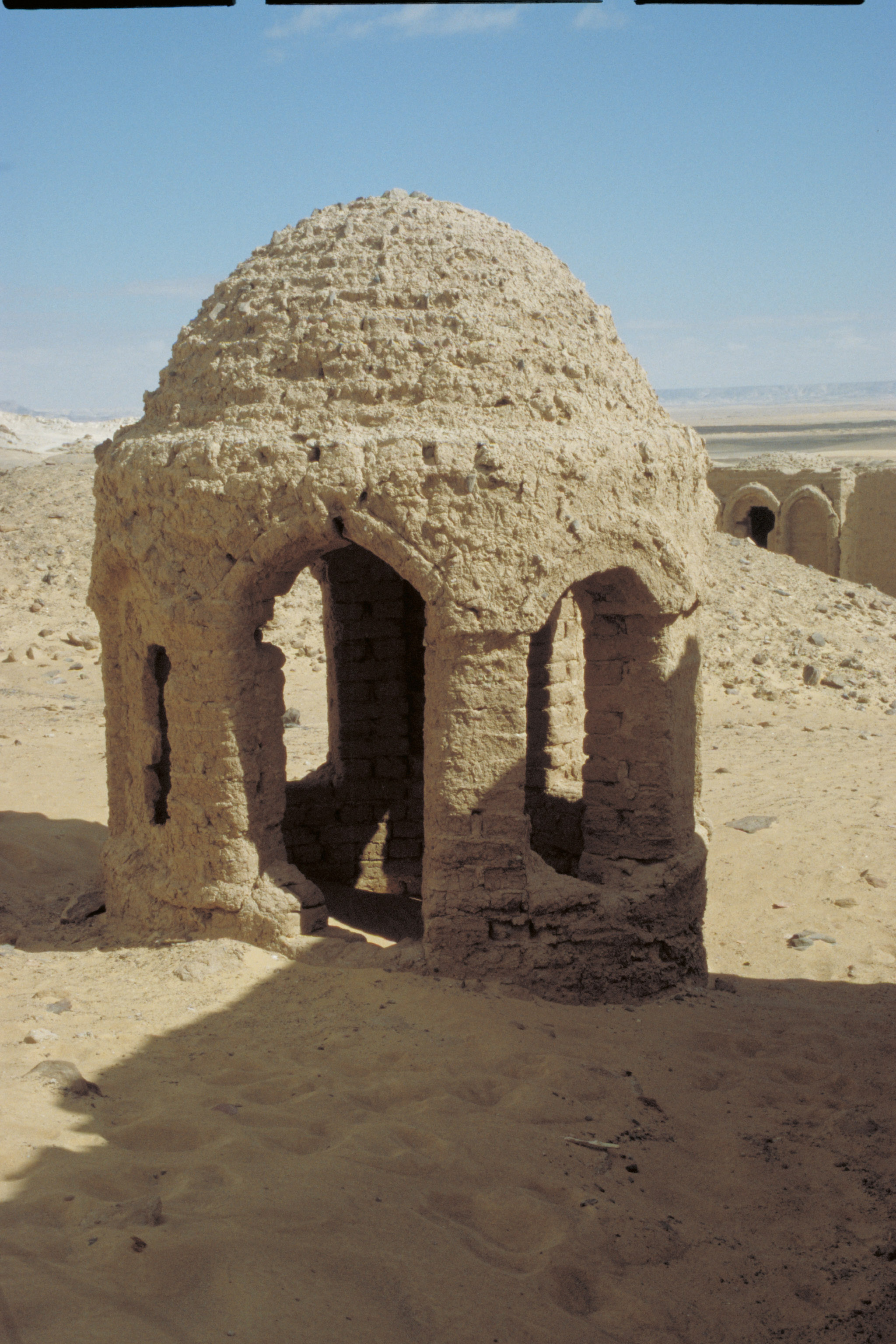
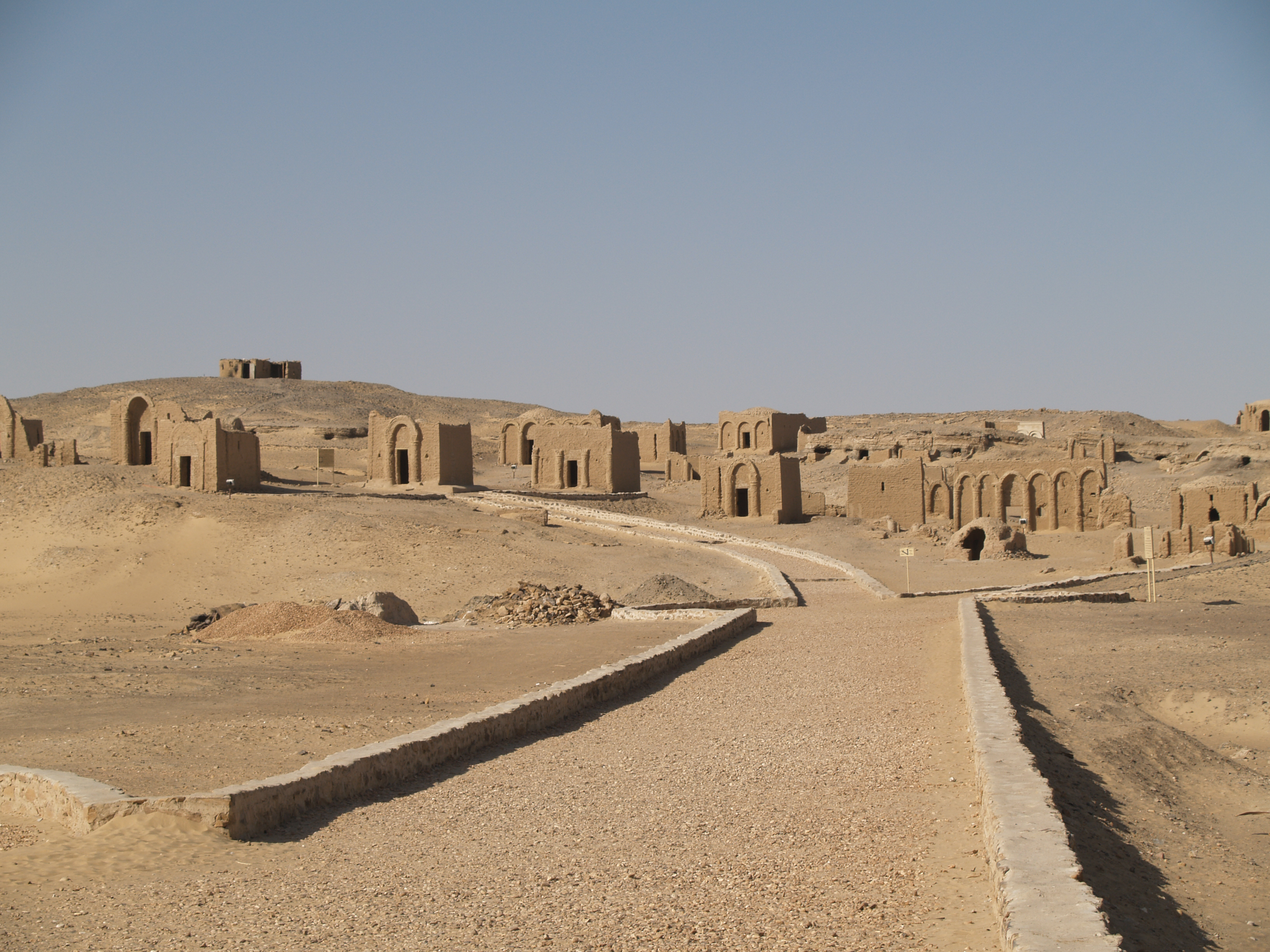
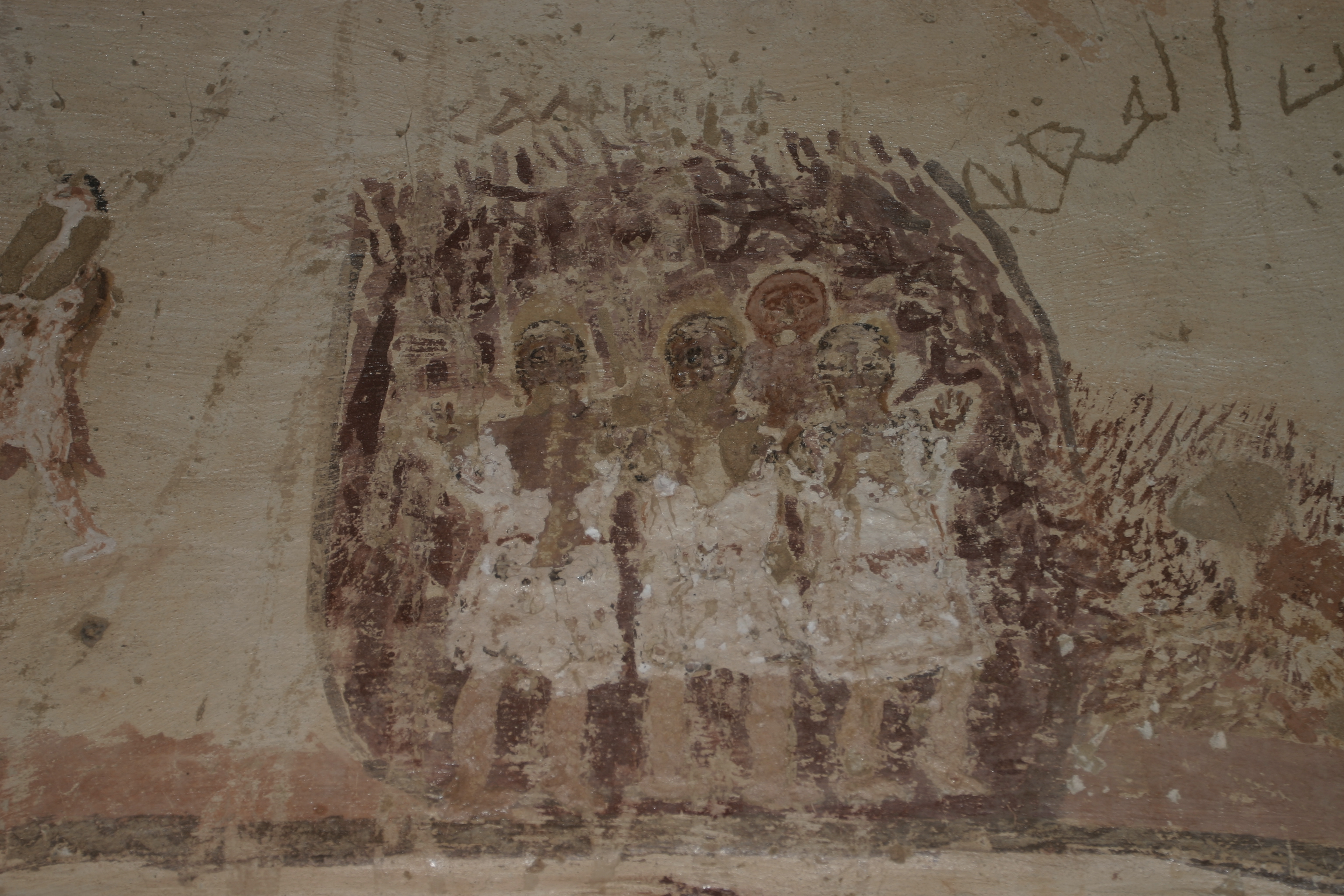
Capela do Êxodo com pinturas a fresco